# Micha’el Bajlin
Micha’el Bajlin (hebr. מיכאל ביילין; ur. 25 kwietnia 1976) – izraelski zapaśnik walczący w stylu klasycznym. Olimpijczyk z Sydney 2000, gdzie zajął piętnaste miejsce w kategorii 63 kg.
Siedmiokrotny uczestnik mistrzostw świata. Brązowy medalista w 1999 i 2001 i czwarty w 1997. Trzeci na mistrzostwach Europy w 2002 roku.

## Turniej wSydney 2000
| Konkurencja             | Walki             | Walki                    | Klas. końcowa |
| Konkurencja             | Przeciwnik I      | Przeciwnik II            | Miejsce       |
| ----------------------- | ----------------- | ------------------------ | ------------- |
| styl klasyczny do 63 kg | Wital Żuk (BLR) W | Bahodir Qurbonov (UZB) L | 15.           |